# بولول
longitudeبولولlatitudeبولول
بولول (به انگلیسی: Bulwell) یک منطقهٔ مسکونی در انگلستان است که در میدلند شرقی واقع شده‌است.

## نگارخانه

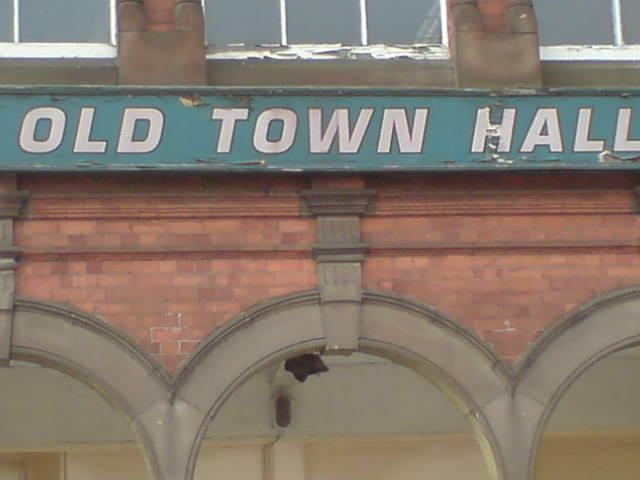
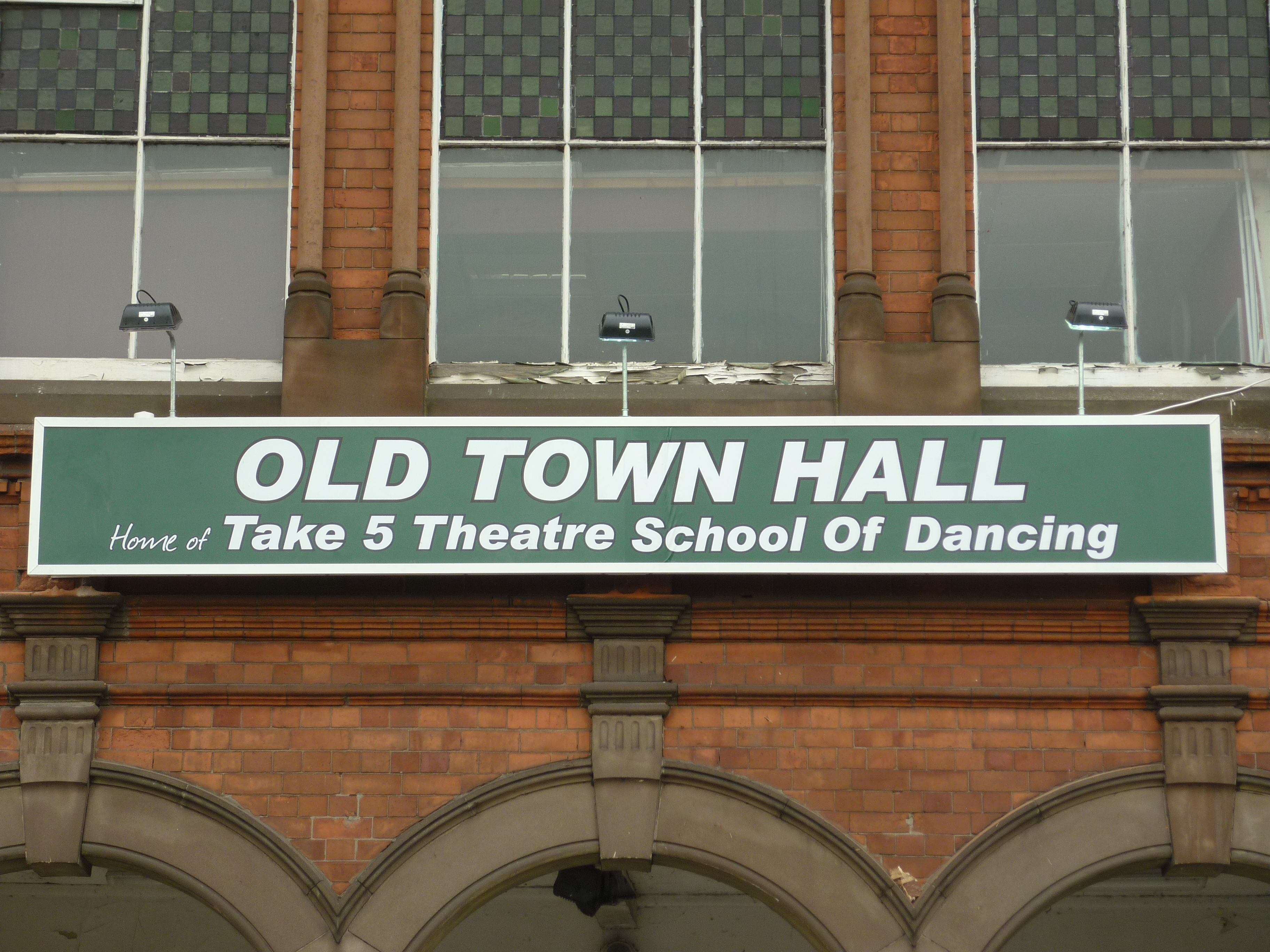
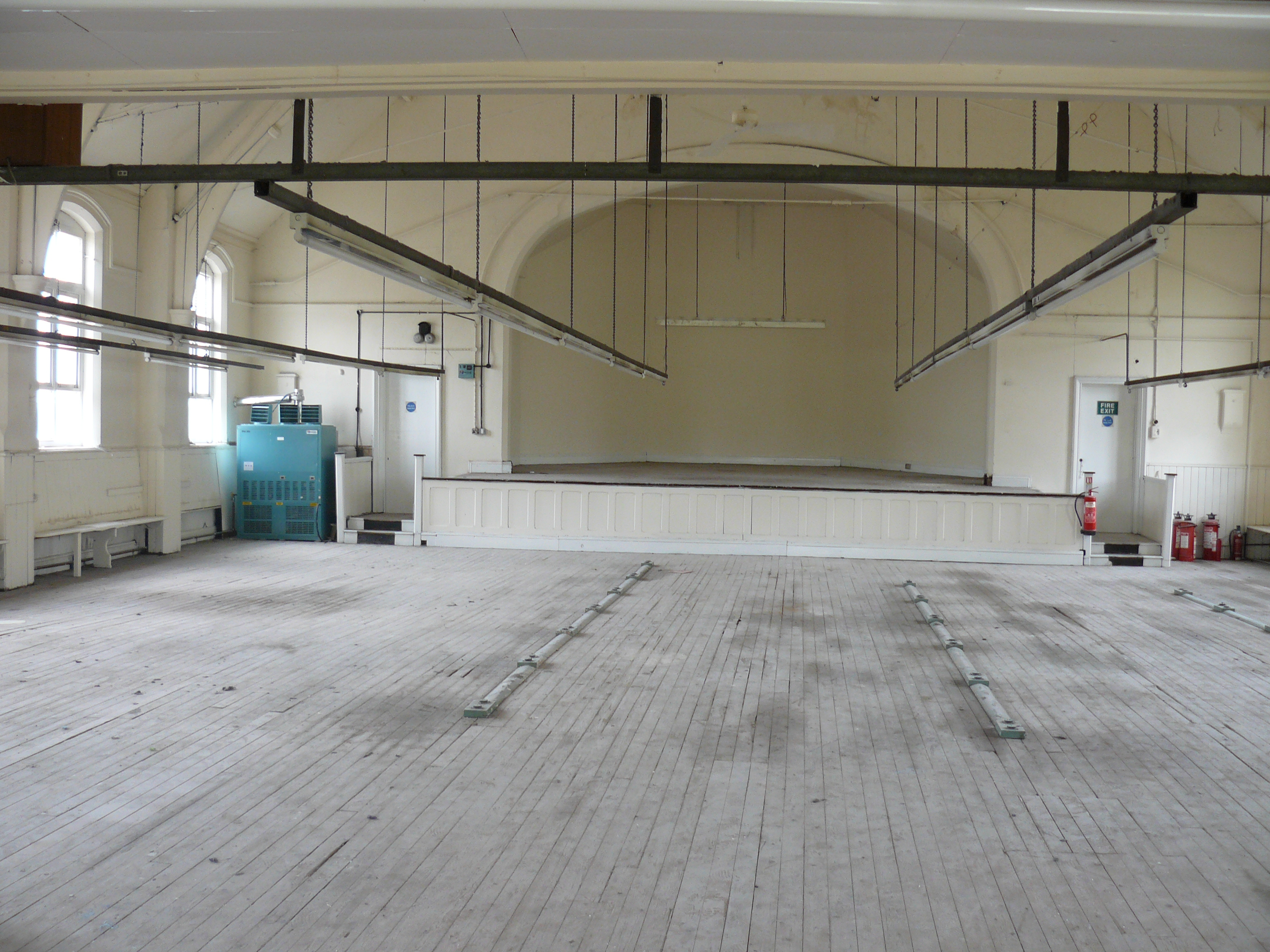
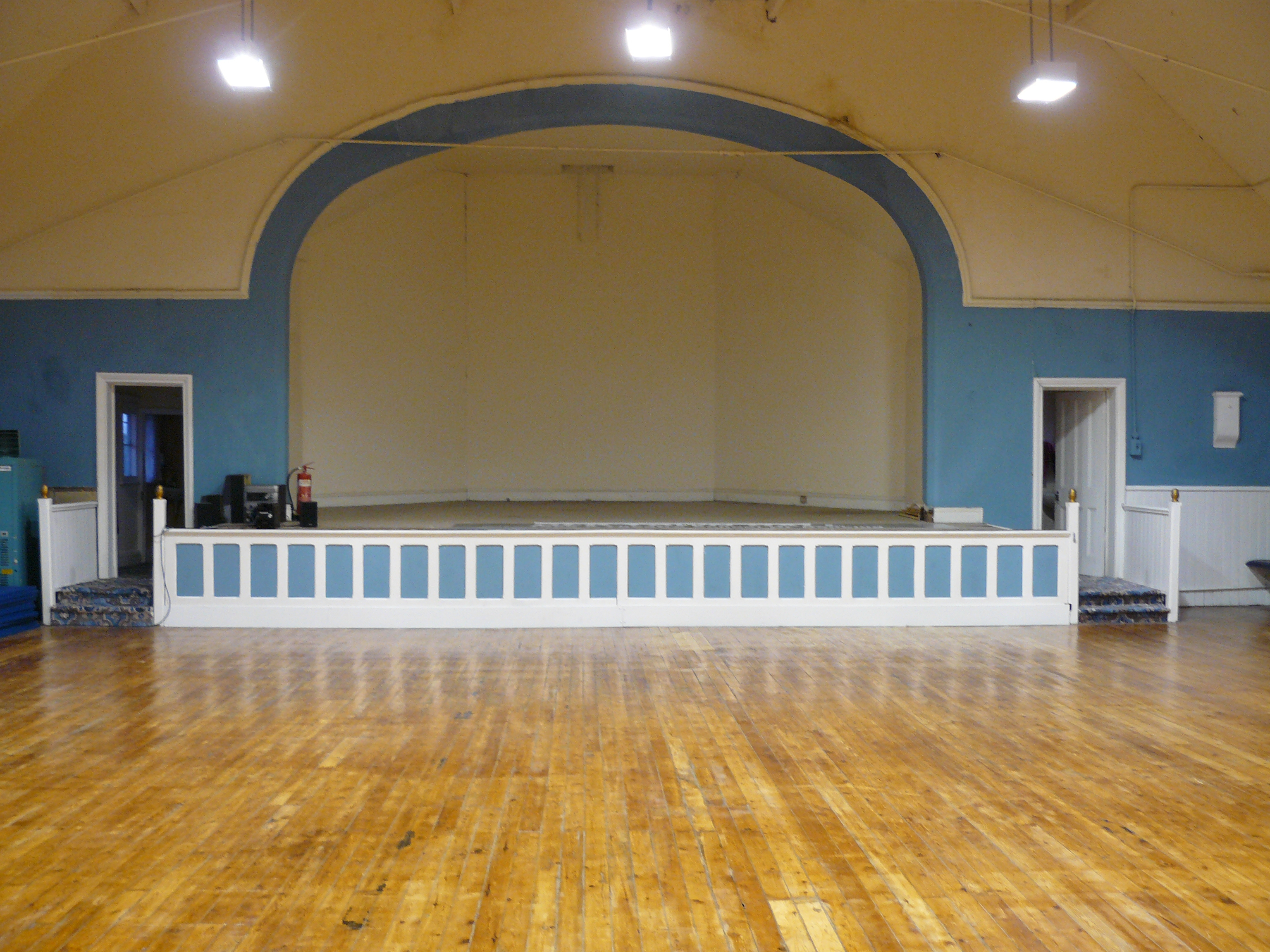